# With a song in my heart (Stevie Wonder)
With a song in my heart is het derde studioalbum van Stevie Wonder. Het werd uitgebracht op 28 december 1963. Het was het eerste album waarbij Wonder niet meer werd voorgesteld als 'Little Stevie Wonder'.

## Composities
| Nr. | Titel                     | Schrijver(s)                                   | Duur |
| --- | ------------------------- | ---------------------------------------------- | ---- |
| 1.  | With a Song in My Heart   | Lorenz Hart, Richard Rodgers                   | 3:11 |
| 2.  | When You Wish Upon a Star | Ned Washington, Leigh Harline                  | 2:59 |
| 3.  | Smile                     | Charlie Chaplin, Geoffrey Parsons, John Turner | 3:20 |
| 4.  | Make Someone Happy        | Betty Comden, Adolph Green, Jule Styne         | 5:04 |
| 5.  | Dream                     | Johnny Mercer                                  | 2:50 |

| 1.                 | Put on a Happy Face             | Lee Adams, Charles Strouse                 | 2:37 |
| 2.                 | On the Sunny Side of the Street | Dorothy Fields, Jimmy McHugh               | 3:58 |
| 3.                 | Get Happy                       | Ted Koehler, Harold Arlen                  | 2:12 |
| 4.                 | Give Your Heart a Chance        | Ron Miller, Orlando Murden                 | 2:16 |
| 5.                 | Without a Song                  | Edward Eliscu, Billy Rose, Vincent Youmans | 4:14 |
| Totale duur: 32:57 |                                 |                                            |      |